# Cynthia Bond
Pour les articles homonymes, voir Bond.
Cynthia Bond, née le 24 avril 1961, est une auteure américaine. 
Son premier roman, Ruby, passe six semaines consécutives sur la liste des meilleures ventes du New York Times et fait partie de la sélection du club de lecture 2.0 d'Oprah Winfrey,. Elle est née à Hempstead, au Texas, et vit maintenant à Los Angeles. Bond obtient une bourse de journalisme à l'Université Northwestern, mais elle quitte finalement l'école pour étudier à l'American Academy of Dramatic Arts à New York. Bond est une boursière du PEN Rosenthal Fellow for Emerging Writers. Bond fait également partie du personnel du centre de traitement pour adolescents Paradigm Malibu,. 

## Carrière
Bond fonde The Blackbird Collective en 2011 pour, selon leur site internet, « créer un environnement stimulant et positif pour les écrivains », en mettant l'accent sur « la vérité rarement partagée et la créativité pour aider les autres ». Elle enseigne l'écriture à des jeunes sans abri et à risque depuis plus de 15 ans au centre LGBT de Los Angeles. Certains des jeunes avec lesquels elle a travaillé ont vécu des épisodes inspirés de violence sexuelle décrits dans son premier roman, Ruby,. Bond s'inspire d'une partie de l'histoire de sa propre famille dans l'écriture de Ruby, y compris l'histoire de sa tante qui fut tuée par des hommes soupçonnés de faire partie du Ku Klux Klan. Elle passe dix ans à travailler sur le manuscrit de Ruby. La mère de Bond et son agent l'ont encouragée à diviser le livre de 900 pages en une trilogie et après avoir hésité, elle convient qu'une trilogie est la meilleure option pour son histoire. 
Ruby est considéré comme un « premier roman fort » par Kirkus Reviews. Booklist voit en Ruby un « portrait sévère et sans fioritures de faits et de psychés sombres ». Ruby est en partie une « histoire difficile », mais il contient également des « éléments mystiques », selon Library Journal. People Magazine écrit que Ruby n’est pas une « lecture facile », mais qu’il contenait un message important et convaincant. Ann Friedman écrit dans The Guardian que, si le livre évoque des comparaisons avec les travaux de Toni Morrison ou de Zora Neale Hurston, « il est peut-être plus approprié de comparer Bond à Gabriel García Márquez. Ruby est tissé avec un réalisme magique... mais la prose lumineuse de Bond est ancrée dans une réalité certaine ». 
Ruby est sélectionnée pour le Bailey's Women's Prize for Fiction 2016,. 

## Vie privée
Elle vit actuellement à Los Angeles avec sa fille. Bond s'identifie comme bisexuelle. 
Elle est la cousine du défenseur des droits civiques Julian Bond.   

## Œuvre
- Ruby  New York: Hogarth, 2014. Traduit en français sous le titre Ruby par Laurence Kiefé, Christian Bourgeois Éditeur, 2015,  (ISBN 978-2267028720)